# Roewe iMAX8
Le Roewe iMAX8 est un monospace produit par Roewe, une marque sous Shanghai Automotive Industry Corporation, pour la Chine depuis 2020. Il a été révélé en septembre 2020 chez Auto China.

## Aperçu

### Concepts
Le Roewe iMAX8 a été présenté pour la première fois par le concept Vision-iM au Salon de l'automobile de Guangzhou en novembre 2019 dans le cadre de la gamme des concept car Vision de Roewe, puis sous la forme d'un concept plus détaillé appelé iM8 lors de l'événement Roewe Brand Day en mai 2020.

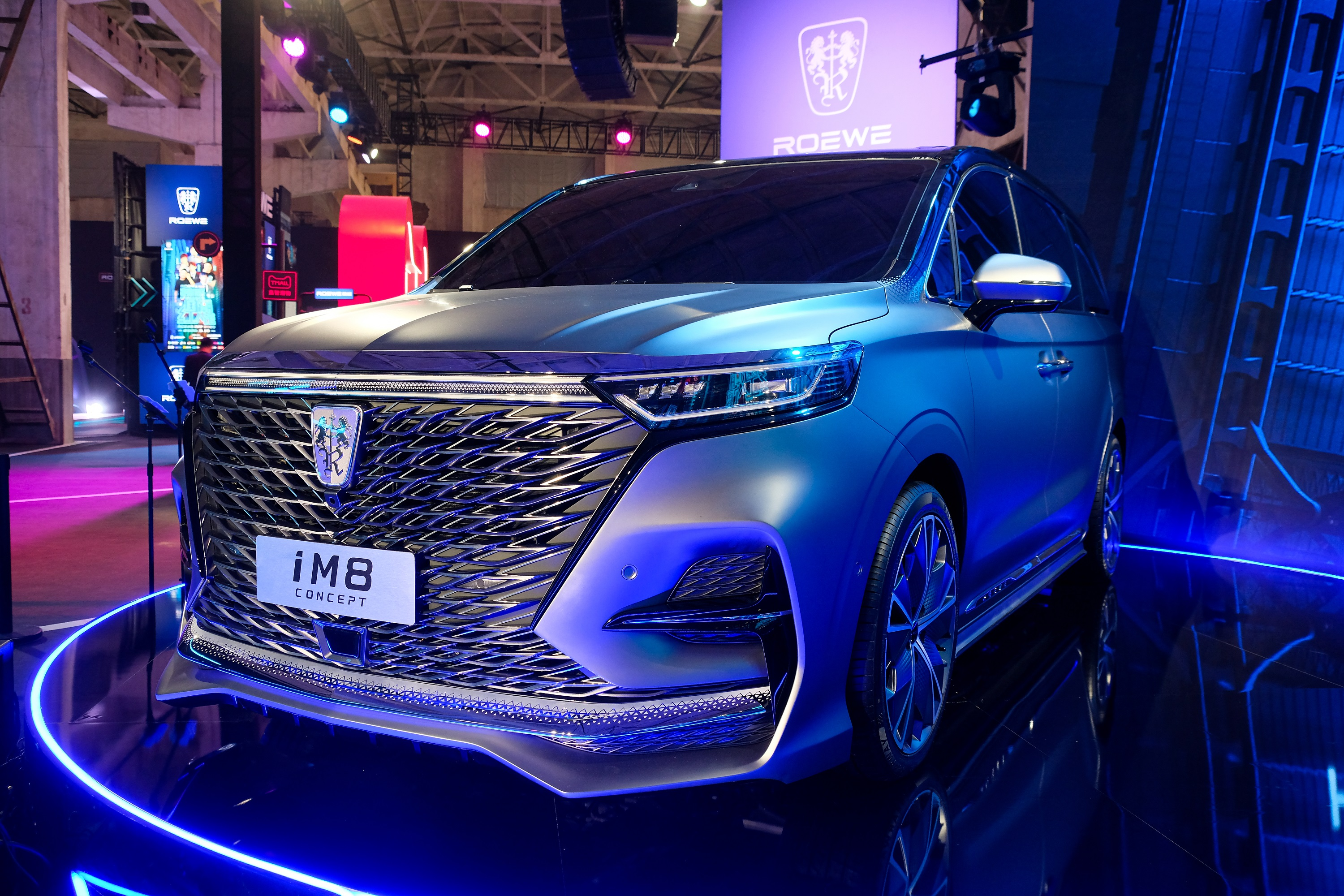
Concept Roewe iM8

### Modèle de production
L'iMAX8 a été révélé en septembre 2020 lors de l'événement du Salon de l'automobile de Pékin 2020 à Pékin, en Chine, en tant que modèle de production avec peu de changements par rapport au concept iM8. Il est basé sur le Maxus G20 légèrement plus grand.
L'iMAX8 est disponible en versions essence et tout électrique. Au lancement, la version essence est propulsée par un quatre cylindres turbocompressé de 1,5 litre développant 180 ch, ainsi qu'un quatre cylindres turbocompressé de 2,0 litres développant 224 ch. Les deux moteurs seront accouplés à une transmission automatique Aisin à huit rapports. La production de l'iMAX8 devrait démarrer à l'automne 2020. C'est le premier monospace sous la marque Roewe.

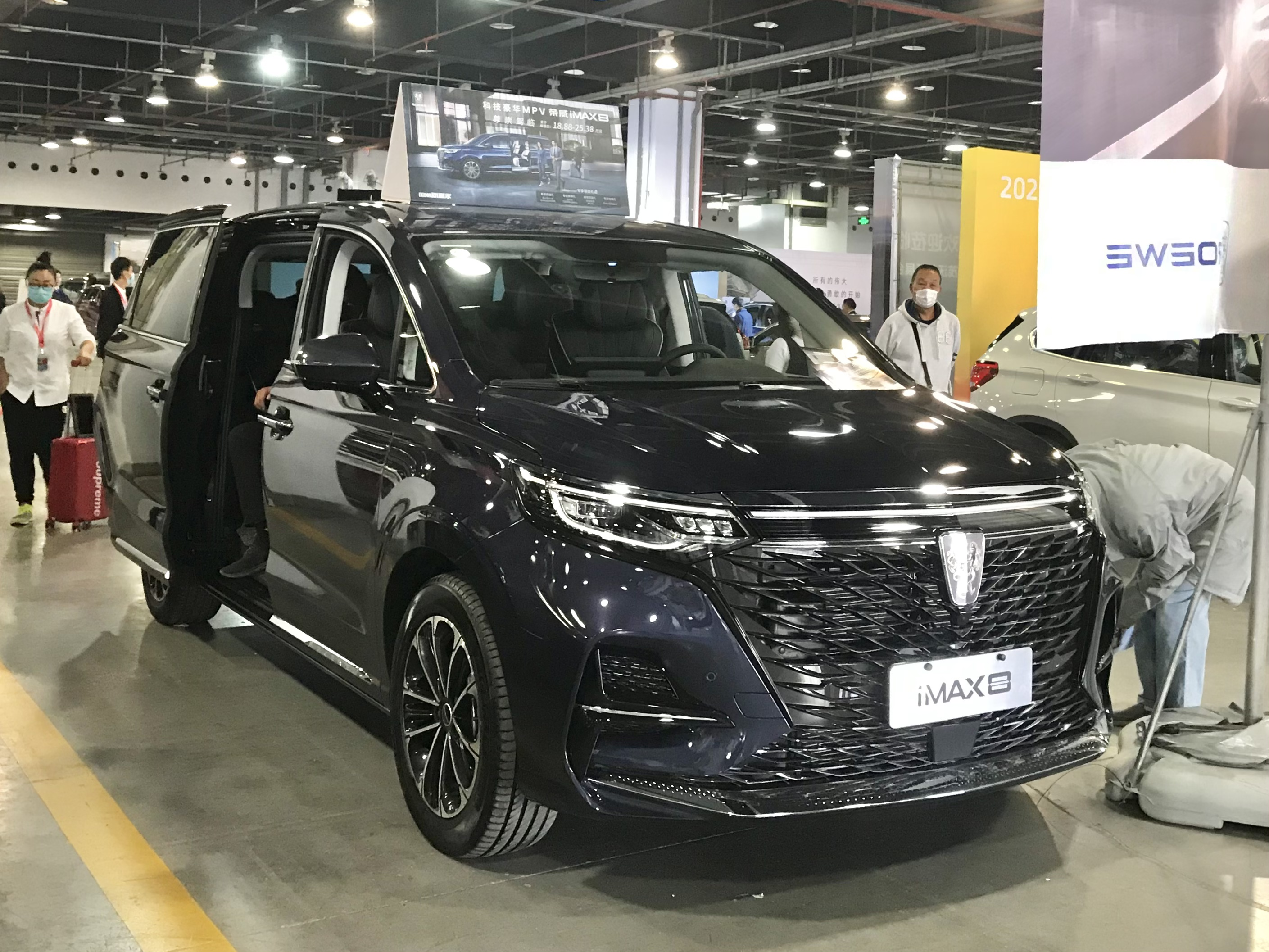
Roewe iMax 8 avant
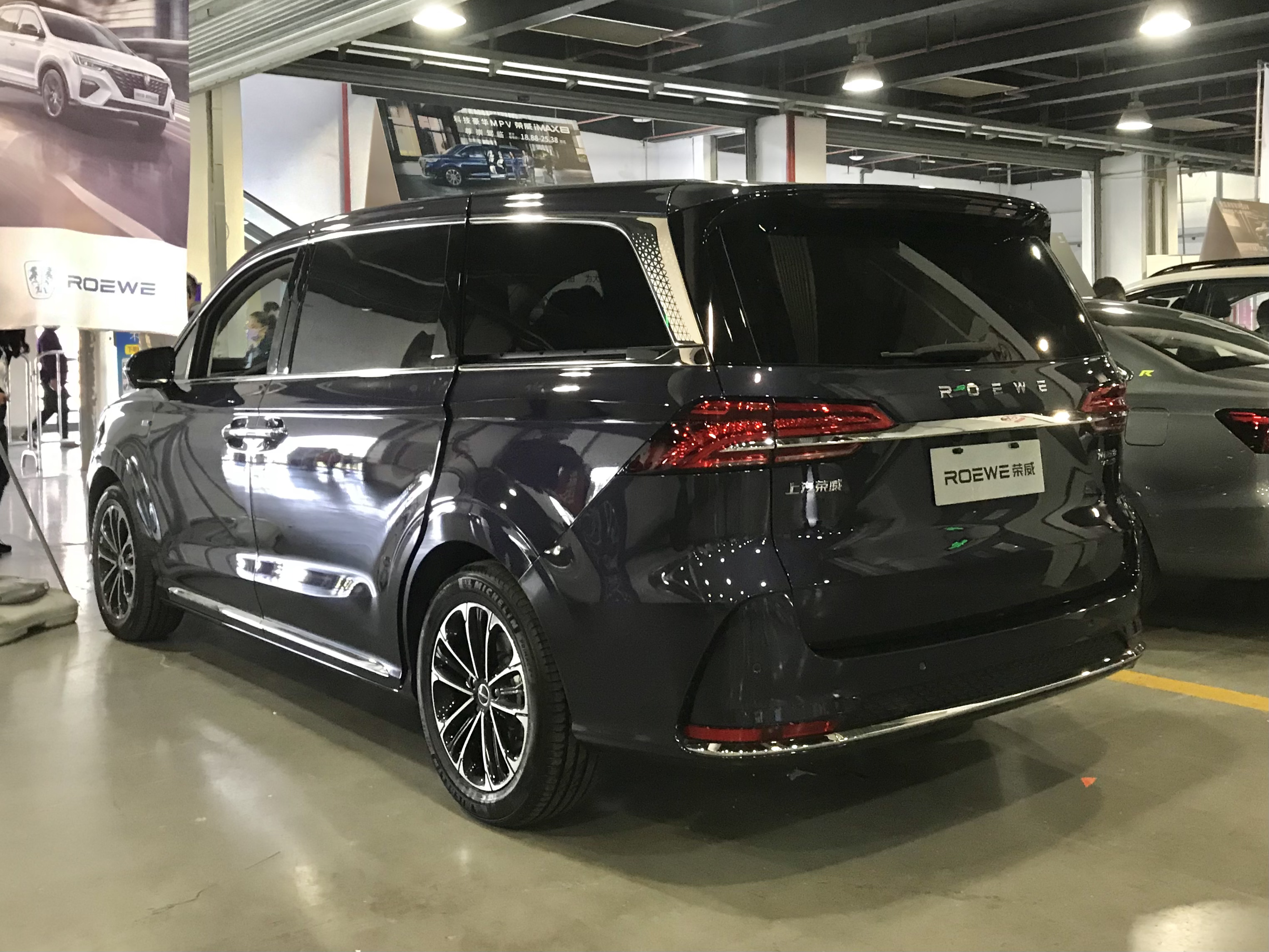
Roewe iMax 8 arrière

## Fonctionnalités
Les caractéristiques du Roewe iMAX8 comprennent un tableau de bord numérique, une climatisation de véhicule automobile et un plip.